# Mondo arabo
L'espressione mondo arabo (in arabo العالم العربي‎?) è usata convenzionalmente per indicare i ventidue Stati membri della Lega degli Stati Arabi; per "Paesi arabi" si intendono i Paesi la cui lingua ufficiale maggioritaria è l'arabo e abitati in maggioranza da arabi; sono localizzati nel Medio Oriente, nel Nordafrica e in parte nel Deserto del Sahara e nel Corno d'Africa.
I Paesi arabi non vanno confusi con l'insieme del mondo musulmano, sia perché alcuni Stati e territori arabi comprendono significative minoranze cristiane o di altre religioni, sia perché solo il 25% circa dei musulmani è costituito da arabi, dal momento che ci sono numerosi paesi islamici come l'Albania, la Turchia, il Kazakistan, l'Azerbaigian, l'Uzbekistan, l'Iran, l'Afghanistan, il Pakistan, il Bangladesh, la Malaysia, l'Indonesia e diversi stati africani come il Senegal e il Mali che non sono arabi.
L'organizzazione internazionale che riunisce i Paesi arabi è la Lega araba. In linea di massima in questi stati vige l'islam e vengono riconosciute le sue leggi, ma in molti sono riconosciute ufficialmente anche altre confessioni religiose.
Al 2015 si stimano circa 423 milioni di abitanti nella Lega araba.

## Stati
| Stato               | Nome in arabo                    | Popolazione (numero di abitanti) | Superficie (in km²)                          | Capitale   |
| ------------------- | -------------------------------- | -------------------------------- | -------------------------------------------- | ---------- |
| Algeria             | الجمهورية الجزائرية الديموقراطية | 32.930.091                       | 2.381.740                                    | Algeri     |
| Arabia Saudita      | المملكة العربية السعودية         | 29.195.895                       | 1.960.582                                    | Riad       |
| Bahrein             | مملكة البحرين                    | 698.585                          | 665                                          | Manama     |
| Comore              | اتحاد القمر                      | 690.948                          | 2.170                                        | Moroni     |
| Ciad                | جمهورية تشاد                     | 13.670.084                       | 1.284.000                                    | N'Djamena  |
| Egitto              | جمهورية مصر العربية              | 98.887.007                       | 1.001.450                                    | Il Cairo   |
| Emirati Arabi Uniti | الإمارات العربية المتحدة         | 7.511.690                        | 82.880                                       | Abu Dhabi  |
| Gibuti              | جمهورية جيبوتي                   | 486.530                          | 23.000                                       | Gibuti     |
| Giordania           | المملكة الأردنية الهاشمي         | 5.906.760                        | 92.300                                       | Amman      |
| Iraq                | الجمهورية العراقية               | 26.783.383                       | 437.072                                      | Baghdad    |
| Kuwait              | دولة الكويت                      | 2.418.393                        | 17.820                                       | Al Kuwait  |
| Libano              | الجمهورية اللبنانية              | 3.874.050                        | 10.400                                       | Beirut     |
| Libia               | الجمهورية الليبية                | 5.900.754                        | 1.759.540                                    | Tripoli    |
| Marocco             | المملكة المغربية                 | 33.241.259                       | 446.550 (710.850 incluso Sahara Occidentale) | Rabat      |
| Mauritania          | الجمهورية الإسلامية الموريتان    | 3.177.388                        | 1.030.700                                    | Nouakchott |
| Oman                | سلطنة عمان                       | 3.102.229                        | 212.460                                      | Mascate    |
| Palestina           | السلطة الوطنية الفلسطينية        | 3.889.249                        | 6.220                                        | n/d        |
| Qatar               | دولة قطر                         | 885.359                          | 11.437                                       | Doha       |
| Siria               | الجمهورية العربية السورية        | 18.881.361                       | 185.180                                      | Damasco    |
| Somalia             | جمهورية الصومال                  | 8.863.338                        | 637.657                                      | Mogadiscio |
| Sudan               | جمهورية السودان                  | 30.894.000                       | 1.886.068                                    | Khartum    |
| Tunisia             | الجمهورية التونسية               | 11.800.000                       | 163.610                                      | Tunisi     |
| Yemen               | الجمهورية اليمنية                | 21.456.188                       | 527.970                                      | Sana'a     |